# Alluvione

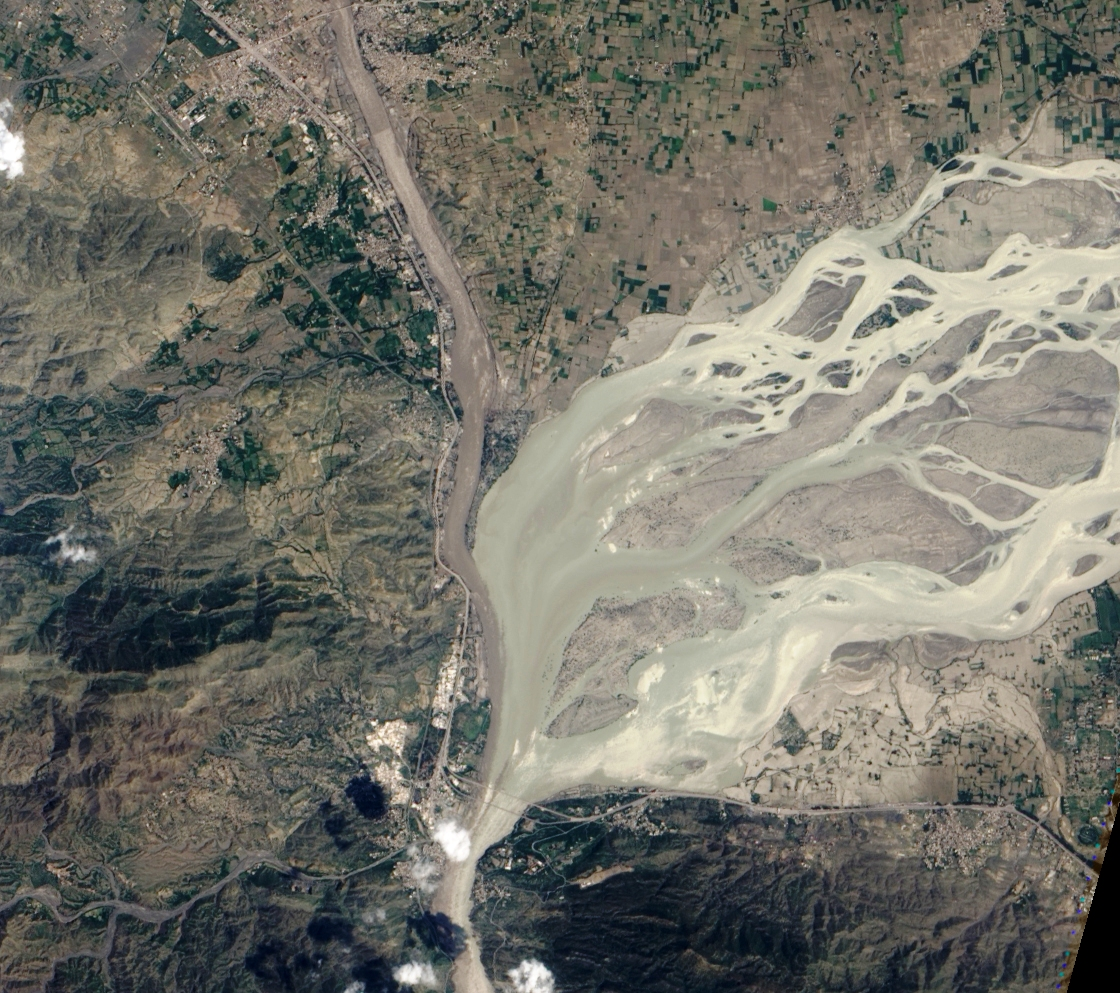
Agosto 2010: immagine satellitare della esondazione del fiume Kabul, causata da forti piogge monsoniche. Dal punto di rotta dell'argine, le acque esondano sulla piana alluvionale allargandosi e creando canali intrecciati fra di loro (braided). Il colore marrone delle acque è indicativo della quantità di sedimento solido trasportato in sospensione.

Il termine alluvione nell'italiano recente viene utilizzato principalmente come sinonimo di inondazione, mentre nei secoli passati veniva prevalentemente usata per indicare un accumulo di materiale fluviale ossia deposito di sedimenti trasportati dal fiume al di fuori degli argini in seguito ad un'esondazione.

## Etimologia
L'origine del termine risale all'epoca romana, quando vennero coniati i termini per il processo di deposizione e di escavazione delle acque correnti. Il verbo alluere (ad + luere = aggiungere bagnando), indica il primo processo, mentre il verbo abluere (ab + luere = togliere bagnando) il secondo. Dai verbi derivano i sostantivi alluvio e abluvio, che indicano gli incrementi e i decrementi che subiscono gradualmente i terreni per i depositi e le escavazioni dei corsi dei fiumi. I danni che le alluvioni provocano in aree antropiche danneggiando le persone e le cose hanno enfatizzato la forza emotiva del termine.

## Descrizione
Il processo dell'alluvione è un evento naturale che avviene lungo il letto di tutti i corsi d’acqua interessando inoltre le aree circostanti ad esso, infatti quando i fiumi straripano e inondano le campagne circostanti, questo processo si applica in forma più estesa ai territori sommersi e interessati dal deposito di sedimenti. È in questo modo che si sono formate le pianure alluvionali. 
L' "alluvione" in aree antropizzate può essere un evento catastrofico, causato da avverse condizioni atmosferiche che provocano piogge torrenziali per giorni o settimane. È intesa come un fenomeno particolarmente devastante e fa parte delle calamità naturali, per il suo impatto drammatico sulle vite e le opere umane. A livello culturale, il mito del diluvio universale è forse relativo ad un'antica alluvione catastrofica di cui sarebbe rimasta testimonianza nelle tradizioni scritte. Un'alluvione è un evento non previsto, ancorché possa essere prevedibile, in particolar modo in quei paesi interessati annualmente dal fenomeno dei monsoni e dei cicloni, seguiti nelle nazioni più progredite con i più moderni strumenti messi a disposizione dalla moderna scienza meteorologica.
Un'alluvione trasporta grandi quantità di suolo e detriti strappati dalla forza dell'acqua, provocando ulteriori danni e rendendo più difficili i soccorsi. Non è raro che, nei territori a prevalenza montuosa e, specialmente, in quelli sottoposti ad abusi edilizi, un'alluvione sia accompagnata da frane o smottamenti più frequentemente in zone a forte rischio o dissesto idrogeologico. Gli smottamenti del terreno, oltre ad essere un pericolo di per sé, possono deviare corsi d'acqua o riempire parte dei bacini, provocando danni e vittime in maggiore quantità anche durante precipitazioni di durata ben più modesta dei quaranta giorni e delle quaranta notti di pioggia di biblica memoria.
Durante un'alluvione, oltre alla massa d'acqua, grandi quantità di fango e altri sedimenti terrigeni vengono trasportati nei territori adiacenti al letto fluviale. Durante le ere geologiche, questo meccanismo dà luogo alla formazione delle pianure alluvionali, qual è, ad esempio, la Pianura Padana. Le alluvioni sono fenomeni naturali che avvengono periodicamente nelle piane alluvionali o nelle aree di confluenza di fiumi e torrenti, sono fenomeni ciclici che si manifestano in modo non regolare, ma si ripetono con continuità a intervalli di tempo piuttosto lunghi e da un punto di vista ambientale contribuiscono al modellamento del territorio.
Esiste tuttavia un processo artificiale dell'alluvione, generato da vari interventi dell'uomo, che modifica forzatamente gli equilibri naturali nell'area circostante l'intervento. Esempi di questi interventi sono gli sbarramenti per opere di derivazione, o le arginature dei corsi d'acqua e dei dissesti nei bacini montani. Opere di questo tipo contengono il trasporto solido negli alvei, portando talvolta a fenomeni anomali di rialzamento e riempimento degli stessi, fino a renderli rialzati rispetto alla campagna circostante. A causa dell'intenso uso del suolo, in Italia questi problemi si manifestano sin dal Medioevo. In altre occasioni è l'uomo stesso a sfruttare in modo sistematico le alluvioni dei corsi d'acqua per predisporre l'interramento di zone paludose a scopo di bonifica. In questo caso si parla di colmata, un procedimento che in Italia ha un'illustre tradizione.
Quando le alluvioni avvengono in territori più o meno densamente abitati possono essere causa di numerosi danni.
Infatti, un aspetto di fondamentale importanza per quanto riguarda gli effetti delle alluvioni è la distribuzione delle popolazioni vicino ad un corso d'acqua le Abitazioni sono a rischio di frane e alluvioni. Sin dall'antichità l'uomo ha costruito le città vicino al mare o ai fiumi, per aver un accesso più rapido ed a buon mercato a riserve alimentari e alle vie di comunicazione commerciale. Il fertile suolo delle rive di una foce sono regolarmente soggetto al fenomeno dell'inondazione per le normali variazioni nelle precipitazioni.
Si consideri che, mentre da un lato l'uomo cerca di limitare o impedire le alluvioni tramite interventi sugli argini, dighe e canalizzazioni, dall'altra ne favorisce l'effetto devastante con la non tutela del territorio o con la deforestazione e l'abusivismo edilizio in luoghi che diventano così a rischio idrogeologico. Specialmente nei pressi delle città più popolose non è infrequente che si costruisca a ridosso degli argini o nella parte asciutta del letto di un fiume dimenticando, in tempi di precipitazioni al di sotto della media, che i corsi d'acqua possono superare gli argini entro i quali scorrono.